# Delta Hydrae
Désignations
Delta Hydrae (δ Hya / δ Hydrae) est une étoile triple de la constellation de l'Hydre. Sa magnitude apparente est de +4,13. D'après la mesure de sa parallaxe annuelle par le satellite Gaia, elle est située à environ ∼ 162 a.l. (∼ 49,7 pc) de la Terre. Elle s'éloigne du Système solaire à une vitesse radiale de +11 km/s.
La composante primaire de Delta Hydrae est une étoile blanche de la séquence principale de type spectral A0Vnn. Elle possède deux compagnons détectés. Le plus proche est une étoile d'une masse de 0,58 M☉ située à une distance angulaire de 16,7 mas, ce qui correspond à une séparation projetée de 0,90 ua. À une distance angulaire 2,7 secondes d'arc, soit à une séparation de 147 ua, se situe le second compagnon d'une masse de 0,44 M☉.
Delta Hydrae fait partie de la tête de l'Hydre, ses autres étoiles étant ε Hya, σ Hya, η Hya, ρ Hya et ζ Hya. Elle marque son angle nord-ouest ; par conséquent, elle est nommée en arabe Lisan al Shudja, qui signifie « la langue du serpent ». Elle est également nommée Minazal, tout comme quatre autres étoiles de la tête de l'Hydre.